# Stylesheet-Sprache
Stylesheet-Sprachen [ˈstaɪlʃiːt] sind formale Sprachen in der Informationstechnik, um das Erscheinungsbild von elektronischen Dokumenten bzw. grafischen Benutzeroberflächen (GUI) festzulegen.
Ein Stylesheet ist am ehesten mit einer Formatvorlage zu vergleichen. Grundidee hierbei ist die Trennung von Information (Daten) und Darstellung. Das Programm, das das Stylesheet auswertet, interpretiert die zugewiesenen Daten (Text, Tabellen, Grafiken etc.) und formatiert sie (z. B. für die Bildschirmausgabe) entsprechend den vorgegebenen Regeln.
Stylesheets umfassen alle Bereiche der Interpretation (bildliche, hörbare oder fühlbare Darstellung). Stylesheets interpretieren Inhalte abhängig vom Ausgabegerät (z. B. Braille-Lesegeräte für Blinde). Dabei darf der Inhalt nicht verändert werden.

## Einsatz im World Wide Web
Im World Wide Web werden häufig Stylesheets benutzt, um das Aussehen von Webseites zu definieren. Zu den bekannten Stylesheet-Sprachen für das Web gehören Cascading Style Sheets (CSS), Sass und Less.

## Einsatz in grafischen Benutzeroberflächen
Die beiden verbreiteten GUI-Toolkits GTK und Qt ermöglichen es, Stylesheets für die Benutzeroberfläche zu benutzen.